# Liste der Monuments historiques in Damousies
Die Liste der Monuments historiques in Damousies führt die Monuments historiques in der französischen Gemeinde Damousies auf.

## Liste der Bauwerke
| Bezeichnung    | Beschreibung              | Standort | Kennzeichnung | Schutzstatus | Datum | Bild           |
| -------------- | ------------------------- | -------- | ------------- | ------------ | ----- | -------------- |
| Kirche St-Géry | Erbaut im 17. Jahrhundert | (Lage)   | PA00107445    | Inscrit      | 1937  | weitere Bilder |